# Heodes multipunctata
Heodes multipunctata är en fjärilsart som beskrevs av Warnecke 1942. Heodes multipunctata ingår i släktet Heodes och familjen juvelvingar. Inga underarter finns listade i Catalogue of Life.